# Прогресс (Менский район)
Прогресс (укр. Прогрес) — посёлок в Менском районе Черниговской области Украины. Население 39 человек. Занимает площадь 0,21 км².
Код КОАТУУ: 7423084505. Почтовый индекс: 15640. Телефонный код: +380 4644.

## Власть
Орган местного самоуправления — Киселёвский сельский совет. Почтовый адрес: 15640, Черниговская обл., Менский р-н, с. Киселёвка, ул. Осипенко, 37.